# Aeroporto Internazionale di Dallas-Fort Worth
L'Aeroporto Internazionale di Dallas-Fort Worth (IATA: DFW, ICAO: KDFW) (in inglese Dallas/Fort Worth International Airport) è il principale aeroporto internazionale al servizio del Texas Metroplex situato tra le città di Dallas e di Fort Worth, negli Stati Uniti d'America. È il terzo aeroporto più trafficato al mondo con più di 81 milioni di passeggeri e 689.569 aeromobili in transito nel 2023.
È sede e hub maggiore di American Airlines e principale porta di entrata statunitense in Texas insieme all'Aeroporto Intercontinentale di Houston. 

## Destinazioni
L'aeroporto serve 191 destinazioni interne agli Stati Uniti e 63 internazionali, rendendolo l'aeroporto con il maggior numero di voli diretti di tutto il Nord America.

## Dati tecnici
La superficie aeroportuale occupata è la seconda negli Stati Uniti dopo l'aeroporto internazionale di Denver, con 7.315 ettari occupati. L'aeroporto dispone inoltre di 7 piste non intersecanti.

## Terminal passeggeri
L'aeroporto dispone di 5 edifici terminal e 188 gates. I terminal sono disposti in modo da ridurre al minimo la distanza tra i parcheggi per le autovetture e i terminal stessi, e per ridurre il traffico intorno agli edifici. Questo design, tuttavia, porta a dover percorrere lunghe distanze a piedi tra un terminal e l'altro. Questo problema però è ovviato dallo SkyLink che collega le varie aerostazioni fra loro. I gates sono suddivisi nel seguente modo:
- Terminal A: 25 gates;
- Terminal B: 43 gates;
- Terminal C: 32 gates;
- Terminal D: 32 gates;
- Terminal E: 41 gates.

## Terminal cargo
L'aeroporto è importante anche per la sua intensa attività nel settore cargo.
Con 660.465 tonnellate di merce fatta transitare nel 2008, il Dallas International si pone come 28º aeroporto al mondo per traffico cargo. L'Air Cargo World ha nominato il Dallas/Fort Worth come "Miglior aeroporto cargo nel mondo". Al secondo posto si è classificato l'Aeroporto di Francoforte sul Meno.

### Geografia delle rotte commerciali
- Asia: 48%
- Europa: 34%
- America Latina: 9%
- Medio Oriente: 3%
- Subcontinente indiano: 2%
- Oceania: 2%
- Africa: 1%
- Resto del mondo: 1%

## Collegamenti con Dallas
L'aeroporto è collegato grazie ad un bus navetta con la stazione ferroviaria situata a sud dello scalo. Dalla stazione è poi facile raggiungere in treno il centro di Dallas e Fort Worth. L'aeroporto è anche servito dalla linea arancione della DART Light Rail e dalla linea ferroviaria suburbana TEXRail.